# Свартон (притока Єльмарен)
Свартон  (швед. Svartån) — річка у центральній Швеції, у лені Еребру. Впадає у західну частину озера Єльмарен. Довжина річки становить 100 км,  площа басейну  — 1430 км².  На річці побудовано 9 малих ГЕС, крім того 7 малих ГЕС побудовано на її притоці — річці Лаксон (швед. Laxsån). 

## Назва
Назва річки Свартон перекладається зі шведської мови як «чорна річка» і пов'язана з темним кольором річкової води у верхоріччі. 

## Галерея

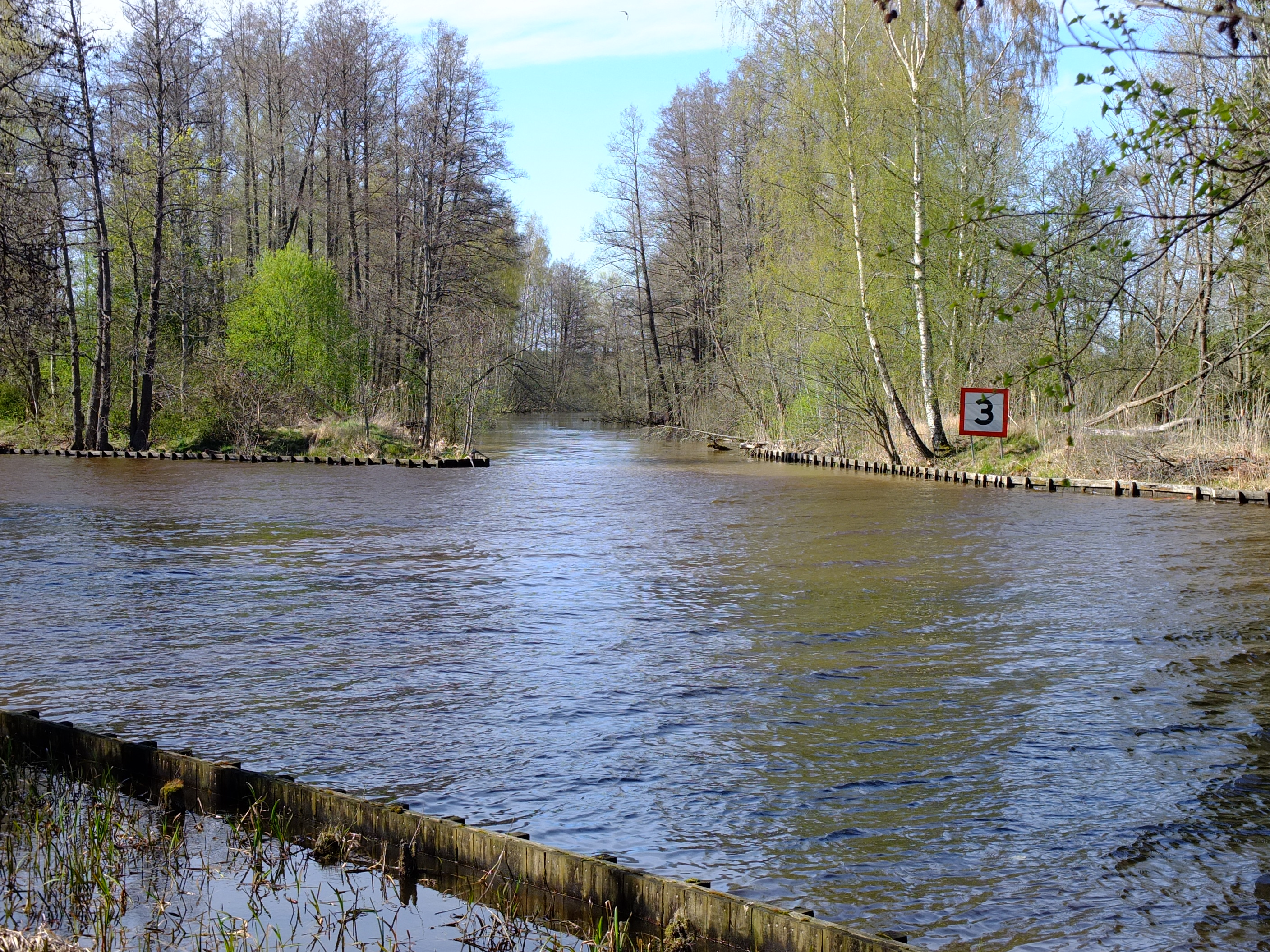
Місце впадіння у Свартон її притоки Ліллон (швед. Lillån).
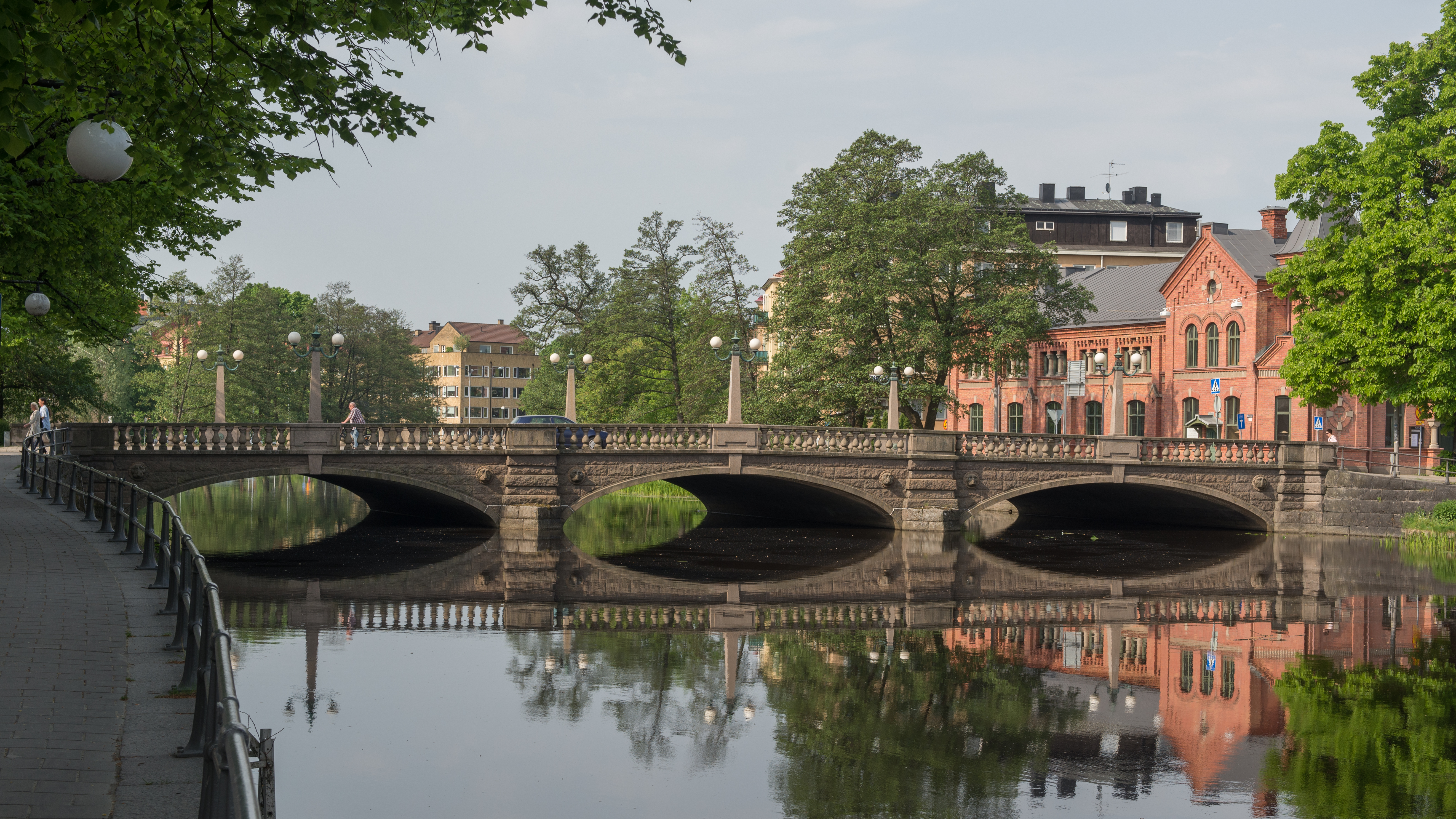
Річка Свартон в межах міста Еребру.

## Зовнішні посилання
- Kanotled Svartån [Архівовано 22 серпня 2010 у Wayback Machine.]. (швед.)